# 海因里希·莱曼-维伦布罗克
海因里希·莱曼-维伦布罗克（德語：Heinrich Lehmann-Willenbrock，1911年12月11日—1986年4月18日）是第二次世界大战期间纳粹德国海军的一位潜艇王牌艇长。他共指挥过四艘U艇，其中包括VIIC型U-96号，该艇在一次巡逻时被战地记者洛塔尔-京特·布赫海姆的一名随行人员记录下来并进行宣传，从而获得了广泛的知名度。凭借击沉24艘（170,237总吨）、全损1艘（8,888总吨）和击伤2艘（15,864总吨）同盟国或中立国船舶的战绩，莱曼-维伦布罗克获颁橡叶骑士铁十字勋章。他与U-96号的故事最终被拍成了一部名为《从海底出击》的迷你剧和电影。
战后，莱曼-维伦布罗克成为一名商船船长，担任德国唯一的核动力货船奥托·哈恩号的首任船长。

## 早年生涯
1911年12月11日，莱曼-维伦布罗克出生在当时的德意志帝国的不来梅。1931年4月，他作为候补士官加入魏玛共和国的国家海军，并在海军步兵接受了基础训练。莱曼-维伦布罗克于1931年10月被提升为海军学员，从1932年3月至1933年1月参加海军军官培训。随后，他晋升为海军候补尉官，并在接下来的两年里进行海上训练。1933年8月，莱曼-维伦布罗克被任命为供应母舰威悉号的领航员。他于1935年1月晋升为海军准尉。
1935年4月，莱曼-维伦布罗克晋升为海军少尉，并在轻巡洋舰卡尔斯鲁厄号舰上担任信号官。第二年，即1936年9月，他被派往格吕克斯堡的海军军营工作了5个月，之后奉命在风帆训练船霍斯特·韦塞尔号上担任值更官。莱曼-维伦布罗克于1937年2月上船报到，一个月前他被提升为海军中尉。在申请加入海军潜艇部队之前，他在这艘船上共服役了26个月。

## 潜艇役期
1939年4月，莱曼-维伦布罗克被调往纳粹德国海军的潜艇部队，首先是担任U-8号的副艇长。继10月1日晋升为海军上尉后，他又两周后接管了该艇的指挥权。同年12月5日，他在尚未执行过前线作战的情况下被任命为U-5号艇长。在1940年4月的哈特穆特行动期间，莱曼-维伦布罗克完成了首次历时15天的作战巡逻，率领U-5号在里讷斯讷斯周边支援德军入侵挪威。
在U-5号返航后，莱曼-维伦布罗克调任新入役的U-96号，一艘VIIC型潜艇。他率领这艘隶属于第7区舰队（驻基尔及圣纳泽尔）完成了八次巡逻，海上航行时间总计259天。在此期间，莱曼-维伦布罗克共击沉25艘船舶，累计总吨位近18万吨；另击伤2艘，总吨位逾15万吨。从军事角度来看，1940年12月至1941年5月的前四次前线任务尤为成功，他在这四次任务中击沉了18艘商船。国防军报告于1941年2月25日指出：“拥有55,600吨功绩的莱曼-维伦布罗克上尉之艇在潜艇部队的巨大成就中发挥了杰出的作用。莱曼-维伦布罗克上尉在短时间内便摧毁了125,580总吨的敌方商船。”1941年，U-96号还击沉了三艘英国运兵船，分别为奥罗佩萨号（1月16日）、阿尔梅达星号（1月17日）和安瑟莫号（7月15日），每艘都有相当大的人员伤亡。在第七次巡逻中，该艇突破直布罗陀海峡进入地中海的尝试以失败告终，并在一次空袭中遭受严重破坏而被迫回圣纳泽尔，这次经历构成了跟艇航行的战地记者洛塔尔-京特·布赫海姆所著小说《向海底出击》的创作基础。
莱曼-维伦布罗克于1942年3月离开U-96号，晋升至海军少校，并被任命为驻布雷斯特的第9潜艇区舰队司令。他将U-96号的司令塔标志“笑锯鳐”用作第9区舰队的队徽，并指挥该部队直至1944年8月。当第9区舰队因美军逼近而解散时，莱曼-维伦布罗克设法对已无法运行的U-256号进行临时修理，并为其安装了临时通气管。U-256号于1944年9月24日离开布雷斯特，它毫发无伤地通过了比斯开湾以及设得兰群岛和法罗群岛之间的英国警戒线，至10月23日抵达挪威的卑尔根基地。同年12月，莱曼-维伦布罗克获任命为驻当地的第11潜艇区舰队司令，并晋升至海军中校。他一直担任该职务直至1945年5月9日德国在挪威投降，之后沦为战俘。

## 战后生涯
1946年5月获释后，莱曼-维伦布罗克与曾经共同在卡尔斯鲁厄号上服役的前战友卡尔-弗里德里希·默尔滕合作在莱茵河打捞沉船。1949年，他跟随船长阿多·诺尔特驾驶麦哲伦号帆船（Magellan）前往布宜诺斯艾利斯。这次从布拉克出发的旅程通过伪装成参加帆船赛而于1949年9月11日顺利达成。
莱曼-维伦布罗克随后在赫尔穆特·巴斯蒂安航运公司担任船长。1959年3月21日夜间，他指挥货轮因加·巴斯蒂安号（Inga Bastian）成功在巴西海岸营救了57名遇难者。在不利的情况下，他和他的船员成功地将正在燃烧的巴西货轮天琴司令号（Commandante Lyra）的全体船员带上船。1969年，莱曼-维伦布罗克获任命为德国唯一的核动力货船奥托·哈恩号的首任船长，为期十数年。之后，他长期担任不来梅潜艇同袍会（Bremer U-Boot-Kameradschaft）的主席，该机构至今仍以他的名字命名。

## 嘉奖
- 四级国防军长期服役勋章（1936年10月2日）[5]
- 铁十字勋章[5]
  - 二级铁十字勋章（1940年4月20日）
  - 一级铁十字勋章（1940年12月31日）
- U艇战斗章（1941年1月2日）[5]
- 骑士铁十字勋章[6]
  - 骑士铁十字勋章（1941年2月26日）
  - 橡叶骑士铁十字勋章（1941年12月31日）
- 意大利佩剑战争十字勋章（英语：War Cross of Military Valor）（1941年11月1日）[5]
- 黑色重伤奖章（1942年5月8日）[7]
- 二级佩剑战功十字勋章（1944年1月30日）[5]
- 铜色U艇战斗勋饰（1944年10月19日）[7]
- 襟绶功绩十字勋章（1974年）[7]